# ترومن (فیلم ۲۰۱۵)
ترومن (اسپانیایی: Truman‎) فیلمی در ژانر کمدی-درام به کارگردانی سسک گای است که در سال ۲۰۱۵ منتشر شد. این فیلم توانست پنج جایزه گویا از جمله بهترین فیلم، بهترین کارگردان، بهترین فیلمنامه و بهترین بازیگر نقش اول را از آن خود کند.

## بازیگران
- ریکاردو دارین
- خاویر کامارا
- ادوآرد فرناندس
- الکس برندمول
- خوزه لوئیس گومس
- خاویر گوتیه‌رس آلبارس
- سیلویا آباسکال
- اوریول پلا
- فرانسزگ اوریا